# Distrito de Évora (jornal)
Distrito de Évora foi um jornal de Portugal com publicação bissemanária, fundado por Eça de Queirós.

## História
O Distrito de Évora é fundado em dezembro de 1866, quando Eça de Queirós se transfere para Évora. Eça, aos vinte anos, é um escritor imaginativo, com um estilo desembaraçado e pessoal, tendo uma extensa e atualizada bagagem intelectual. O novo jornal é oposicionista e bissemanário.

### Primeiros anos

#### O Nº 1
Neste jornal, no nº1, do dia 6 de janeiro de 1867, Eça apresenta um conjunto de afirmações teóricas, que podem indiciar uma teorização da atividade jornalística:
"É o grande dever do jornalismo, fazer conhecer o estado das coisas públicas, ensinar ao povo os seus direitos e as garantias da sua segurança, estar atento às atitudes que toma a política estrangeira, protestar com justa violência contra os atos culposos, frouxos, nocivos, velar pelo poder interior da pátria, pela grandeza moral, intelectual e material em presença de outras nações, pelo progresso que fazem os espíritos, pela conservação da justiça, pelo respeito do direito, da família, do trabalho, pelo melhoramento das classes infelizes.

#### Organização
Define funções e potencialidades do jornal: estabelece os objetivos e deveres primordiais de um órgão de imprensa, apresenta as características desta atividade, traça as linhas mestras que deveriam pautar o comportamento do jornalista. Os deveres fundamentais para assegurar as principais funções da imprensa são informar, interpretar e também intervir para esclarecer e guiar os espíritos e os governos, desempenhando papel de capital importância na vida política, moral, religiosa, literária e industrial do país.
É um programa de ação jornalística caracterizado pela democraticidade, que cumpre nos sete meses de labor neste jornal.
Neste jornal Eça assume-se como uma espécie de homem-orquestra em relação a uma redação que exigiria um grande número de jornalistas.

## Rubricas
Algumas das rubricas constantes do jornal são:
- A correspondência do Reino, política e literária;
- A análise da conjuntura económica do País que versa sobre a agricultura, o comércio e a indústria;
- A crónica de costumes;
- A correspondência internacional;
- A crítica de literatura e de arte;
- A resenha de "leituras modernas";
- A revista de imprensa;
- A produção de ficção própria, como por exemplo O Réu Tadeu e a tradução de A Viagem a Itália de Taine.
Eça chega a utilizar um pseudónimo para dar credibilidade à simulação de uma redação com um chefe tão discreto que o seu nome nem aparece na ficha técnica.
Este jornal faz oposição à governamental "Folha do Sul".